# Онайда (индейская резервация, Висконсин)
Онайда (англ. Oneida Reservation) — индейская резервация народа онайда, полуавтономное государственное образование в США, управляемое индейцами онайда. Находится в штате Висконсин. Ещё одна резервация индейцев онайда расположена в штате Нью-Йорк.

## История

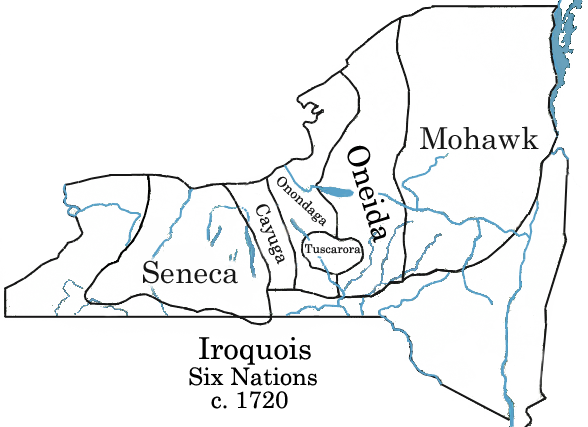
Первоначальная территория проживания онайда и других племён Конфедерации ирокезов

Первоначально племя онайда занимало территории в шесть миллионов акров в центральной части штата Нью-Йорк, в районе озера Онайда. В период борьбы США за независимость онайда, в отличие от большинства других племён ирокезов, поддержали американских сепаратистов. Уже после войны онайда испытывали серьёзное давление со стороны прибывающих белых переселенцев. Переселению племени из Нью-Йорка на территорию нынешнего Висконсина способствовал владевший языком онайда проповедник Элизер Уильямс, прибывший в общину в 1817 году и сумевший при поддержке федерального правительства выкупить у живших под Грин-Бэем племён виннебаго и меномини 860 000 акров для этих целей, а позже — ещё 6,72 миллиона. Позже из-за судебных разбирательств с представителями виннебаго и меномини площадь будущей резервации сократилась до нынешних 65 400 акров. Согласно Договору Буффало-Крик 1838 года была создана резервация онайда в Висконсине.
В результате принятия в 1887 году Акта Дауэса племенная земля была разделена на индивидуальные участки, передаваемые каждому члену общины в частную собственность. Большинство из этих участков в следующие десятилетия смогли выкупить или получить обманом белые переселенцы. После принятия в 1934 году Закона о реорганизации индейцев федеральное правительство выкупило 1270 акров и передало их в управление общине. С этого времени племенное правительство ведёт постоянную работу по возвращению утраченной прежде земли, в настоящее время владея уже 4600 акрами. Несмотря на попытки оспорить право общины на управление резервацией в результате продажи земли переселенцам, было установлено, что границы резервации всё время оставались неизменны.

## География
Резервация расположена на востоке штата Висконсин, занимая восточную часть округа Аутагейми и западную часть округа Браун, вытягиваясь прямоугольником на юго-запад от города Грин-Бей (на языке онайда — Kanatá·ke) вдоль реки Фокс. Ландшафт в основном представлен низкими холмами, окружёнными долинами. Через всю территорию резервации с юго-запада на северо-восток протекает ручей Дак Крик. 
В пределах резервации расположены следующие населённые пункты:
- Онайда[англ.]
- Чигако-Корнерс[англ.]

Входят частично:
- Ашвобенон[англ.]
- Грин-Бей
- Хобарт[англ.]
- Ховард[англ.]

Общая площадь резервации, включая трастовые земли (1,339 км²), составляет 266,21 км², из них 265,878 км² приходится на сушу и 0,332 км² — на воду. Административным центром резервации является невключённая территория и статистически обособленная местность Онайда.

## Управление и членство
Управление осуществляется в соответствии с конституцией племени онайда, принятой в 1936 году. Руководящим органом резервации является избираемый Генеральный совет племени. Голосовать члены общины могут с 18 лет. Исполнительным органом является избираемый Деловой комитет из девяти человек (председатель, заместитель председателя, секретарь, казначей и ещё 5 членов совета), которые должны быть старше 21 года и постоянно проживать в округах Аутагейми и Браун. Для того, чтобы стать членом общины, в соответствии со статьей 2.1 Конституции Онайды необходимо иметь не менее 1/4 онайдской крови.

## Демография
По данным федеральной переписи населения 2000 года в резервации проживало 21 321 человек.
Согласно федеральной переписи населения 2020 года в резервации проживало 27 110 человек, насчитывалось 10 183 домашних хозяйств и 10 647 жилых домов. Средний доход на одно домашнее хозяйство в индейской резервации составлял 84 073 доллара США. Около 8,4 % всего населения находились за чертой бедности, в том числе 10,8 % тех, кому ещё не исполнилось 18 лет, и 6,2 % старше 65 лет.
Расовый состав распределился следующим образом: белые — 19 366 чел., афроамериканцы — 406 чел., коренные американцы (индейцы США) — 4 555 чел., азиаты — 637 чел., океанийцы — 15 чел., представители других рас — 326 чел., представители двух или более рас — 1 805 человек; испаноязычные или латиноамериканцы любой расы составили 1 380 человек. Плотность населения составляла 101,84 чел./км².

## Экономика
До 1980-х гг. экономика резервации была основана на натуральном хозяйстве и лесозаготовке, а община оставалась довольно бедной. Ситуация изменилась с запуском собственной лотереи и открытием казино в Ашвобеноне, доходы от которых позволили существенно поднять уровень жизни в резервации. Несмотря на то, что азартные игры являются для индейских резерваций распространённым способом пополнить бюджет, влияние казино на сообщество неоднозначно, особенно в вопросе криминальной обстановки. На сегодня племя онайда является одним из крупнейших работодателей в северо-восточном Висконсине с более чем 3000 сотрудниками, в том числе 975 человек в племенном правительстве. Племя управляет более чем 16 миллионами долларов в виде федеральных и частных грантов, а также широким спектром программ.

## Достопримечательности

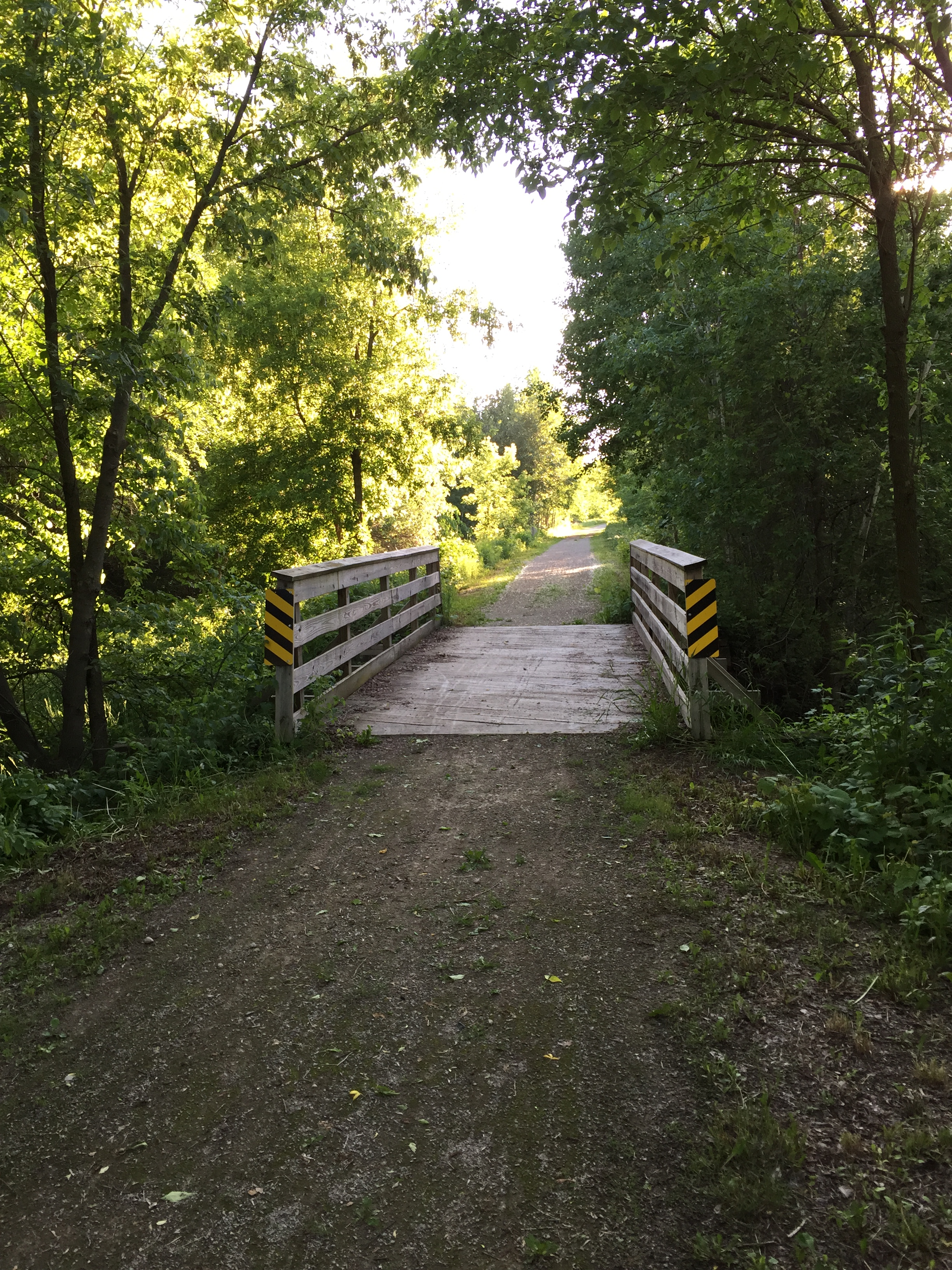
Тропа Дак-Крик

- Через резервацию проходит участок известняковой Тропы Дак-Крик[англ.]. Сама тропа располагается в пределах округов Аутагейми и Браун, составляя в длину 11 км. Вместе с Тропой Ньютона Блэкмора[англ.], чьим восточным продолжением является Дак-Крик, общая длина троп составляет 48 км.
- Музей резервации.

## Связаны с резервацией
- Дэниел Брэд[англ.], (1800—1873) — один из лидеров племени, способствовал выделению для него земель в пределах территории Мичиган после переселения из штата Нью-Йорк.
- Чарли Хилл[англ.],  (1951—2013) — комик, писатель, актёр.
- Лора Корнелиус Келлогг[англ.], (1880—1947) — одна из основателей Общества американских индейцев[англ.].
- Лилли Роза Минока-Хилл[англ.], (1876—1952) — врач индейского происхождения из племени мохоки, одна из первых индейских женщин, получивших степень в медицине, в течение всей карьеры лечила жителей резервации. В 1947 году стала одним из немногих чужаков, принятых в общину за свои заслуги перед племенем.
- Пол Паулесс[англ.], (1758—1847) — вождь племени в период войны за независимость США, воевал на стороне американцев.
- Перселл Паулесс[англ.], (1925—2010) — председатель индейской общины, в 1988 году привлёк в резервацию казино, что благополучно сказалось на её экономическом развитии.
- Ливай Паркер Уэбстер[англ.], (1883—1962) — спортсмен, атлет.
- Мартин Уилок[англ.], (1874—1937) — игрок в американский футбол, в 1894—1902 гг. выступал за индейскую школу Карлайла[англ.].
- Деннисон Уилок[англ.], (1871—1927) — композитор, дирижёр, юрист, один из основателей Общества американских индейцев[англ.].
- Роберта Хилл Уайтмен[англ.], (род. 1947) — поэтесса, преподаватель, внучка Лилли Розы Миноки-Хилл[англ.].